# Церковь Святого Карапета (Алма-Ата)
Церковь Святого Карапета (арм. Ալմաթիի Սուրբ Կարապետ եկեղեցի, каз. Әулие Карапет шіркеуі) — армянская церковь в Алма-Ате, Казахстан. Это первый армянский приход в Казахстане. При общине Алма-Аты действует воскресная школа, кружки по изучению традиции, вокальная и хореографическая студии.

## История
Церковь была открыта 7 октября 2006 года на средства Ассоциации Армянских культурных центров Республики Казахстан «Наири» (председатель — Артуш Карапетян) . Церковь была освящена главой Ново-Нахичеванской  и Российской Епархии Армянской Апостольской Церкви, епископом Езрасом Нерсисяном. Также был привезён из Армении и освящён хачкар.

## Диаспора
Армянская диаспора Казахстана существует с 1937 года. Сейчас её численность не превышает 25 тыс. человек (согласно материалу «Перепись населения Республики Казахстан 2009 года. Краткие итоги», опубликованному здесь).

## Фотогалерея
- Вид на церковь с восточной стороны